# A Wonderful Life
A Wonderful Life es el noveno álbum de estudio de la banda Mushroomhead. Fue lanzado el 19 de junio de 2020 y es su primer álbum en el que participan Steve Rauckhorst y Jackie LaPonza en las voces. También es el primer álbum de Mushroomhead sin el vocalista Jeffrey Hatrix y el tecladista Tom Schmitz, el último álbum con el sampler Rick Thomas y el vocalista Jason Popson antes de su segunda salida, y el único álbum completo con Tom Shaffner en la guitarra.
Para promocionar A Wonderful Life, Mushroomhead lanzó "Seen It All" como sencillo el 21 de abril de 2020.

## Lista de canciones
Todas las canciones escritas y compuestas por Mushroomhead. 
| N.º | Título                   | Duración |  |
| 1.  | «A Requiem for Tomorrow» | 4:42     |  |
| 2.  | «Madness Within»         | 3:38     |  |
| 3.  | «Seen It All»            | 3:57     |  |
| 4.  | «The Heresy»             | 4:00     |  |
| 5.  | «What a Shame»           | 4:19     |  |
| 6.  | «Pulse»                  | 4:28     |  |
| 7.  | «Carry On»               | 3:16     |  |
| 8.  | «The Time Has Come»      | 4:41     |  |
| 9.  | «11th Hour»              | 5:09     |  |
| 10. | «I Am the One»           | 3:52     |  |
| 11. | «The Flood»              | 4:25     |  |
| 12. | «Where the End Begins»   | 7:18     |  |
| 13. | «Confutatis»             | 4:15     |  |

Bonus tracks

| N.º | Título                 | Duración |  |
| 14. | «To the Front»         | 2:41     |  |
| 15. | «Sound of Destruction» | 4:27     |  |
| 16. | «Another Ghost»        | 3:42     |  |
| 17. | «Lacrimosa»            | 2:04     |  |